# Bay Point
Bay Point est une census-designated place située dans le comté de Contra Costa, en Californie, aux États-Unis. Sa population s’élevait à 21 349 habitants lors du recensement de 2010.

## Démographie
| 2000   | 2010   | - | - | - | - |
| ------ | ------ | - | - | - | - |
| 21 269 | 21 349 | - | - | - | - |

## Source de la traduction
- (en) Cet article est partiellement ou en totalité issu de l’article de Wikipédia en anglais intitulé « Bay Point, California » (voir la liste des auteurs).